# Inferninho (filme)
Inferninho é um filme brasileiro do gênero drama de 2018, dirigido pela dupla Guto Parente e Pedro Diógenes. Conta a história de amor entre Deusimar e Jarbas, interpretados por Yuri Yamamoto e Demick Lopes, respectivamente.

## Sinopse
O filme gira em torno de Deusimar e Jarbas. Deusimar é dona do bar Inferninho, local de refúgio de sonhos e fantasias. Ele deseja deixar tudo para trás e ir para um lugar distante. Jarbas é um marinheiro que acaba de chegar na cidade, com intenção de achar um lugar para viver. Entre eles dois  nasce um amor que transforma totalmente o cotidiano do bar.

## Elenco
- Yuri Yamamoto ... Deusimar
- Demick Lopes ... Jarbas
- Samya de Lavor ... Luziane
- Rafael Martins ... Rabbit
- Tatiana Amorim ... Black-box
- Paulo Ess ... Richard
- Galba Nogueira ... Salvador
- Pedro Domingues ... marinheiro
- Gustavo Lopes ... marinheiro

## Lançamento
Inferninho teve sua estréia mundial em 2018, no Festival Internacional de Cinema de Roterdã (Holanda), percorrendo depois por vários festivais mundo afora, como: BFI Flare: London LGBT Film Festival (Inglaterra), Festival Internacional de Cinema Independente de Buenos Aires (Argentina), Filmadrid: Festival Internacional de Cine (Espanha), Filmfest München (Alemanha), Queer Lisboa (Portugal), Mezipatra Queer Film Festival (República Tcheca), Cartagena Film Festival (Colômbia), Kyiv International FF Molodist (Ucrânia), entre outros. No Brasil teve sua primeira exibição no Festival de Brasília de 2018 e lançamento comercial em 2019.

## Principais prêmios e indicações
| Ano  | Associações                                               | Categoria                  | Nomeações                                     | Resultado | Ref.  |
| ---- | --------------------------------------------------------- | -------------------------- | --------------------------------------------- | --------- | ----- |
| 2018 | Festival de Cinema de Brasília                            | Melhor Filme               | Guto Parente, Pedro Diogenes                  | Indicado  |       |
| 2018 | Buenos Aires International Festival of Independent Cinema | Melhor Filme               | Guto Parente, Pedro Diogenes                  | Indicado  |       |
| 2018 | Janela Internacional de Cinema do Recife                  | Melhor Filme               | Guto Parente, Pedro Diogenes                  | Venceu    |       |
| 2018 | Queer Lisboa                                              | Melhor Filme (Queer Art)   | Guto Parente, Pedro Diogenes                  | Venceu    |       |
| 2020 | Prêmio Guarani de Cinema Brasileiro                       | Melhor Filme               | Guto Parente, Pedro Diogenes                  | Indicado  | [ 3 ] |
| 2020 | Prêmio Guarani de Cinema Brasileiro                       | Melhor Ator                | Yuri Yamamoto                                 | Indicado  | [ 3 ] |
| 2020 | Prêmio Guarani de Cinema Brasileiro                       | Melhor Revelação Masculina | Rafael Martins                                | Indicado  | [ 3 ] |
| 2020 | Prêmio Guarani de Cinema Brasileiro                       | Melhor Roteiro Original    | Guto Parente, Pedro Diogenes e Rafael Martins | Indicado  | [ 3 ] |
| 2020 | Prêmio Guarani de Cinema Brasileiro                       | Melhor Direção de Arte     | Taís Augusto                                  | Indicado  | [ 3 ] |
| 2020 | Prêmio Guarani de Cinema Brasileiro                       | Melhor Fugurino            | Felipe Arara e Isaac Bento                    | Indicado  | [ 3 ] |
| 2020 | Prêmio Guarani de Cinema Brasileiro                       | Melhor Maquiagem           | Gutto Moreira                                 | Indicado  | [ 3 ] |
| 2020 | Prêmio Guarani de Cinema Brasileiro                       | Melhor Elenco              | —                                             | Indicado  | [ 3 ] |